# Missale Romanum Glagolitice

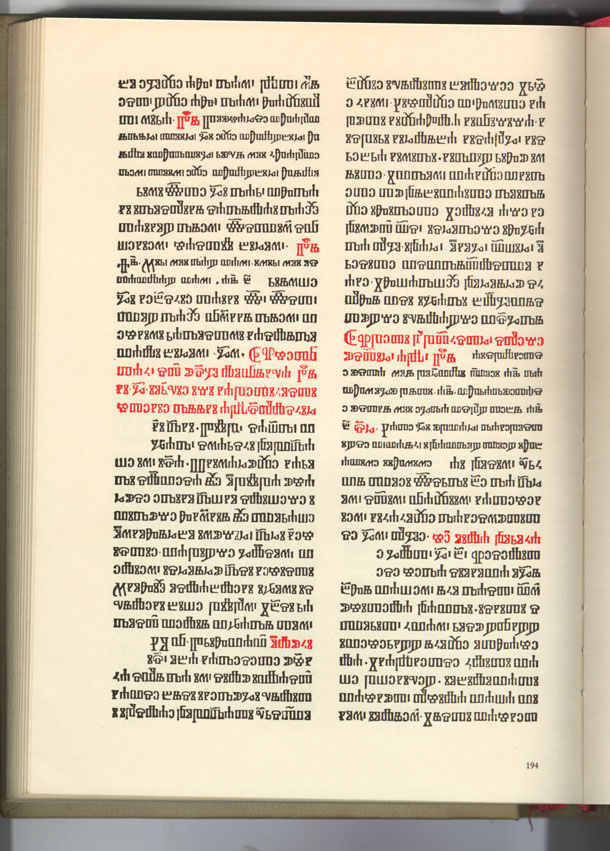
Missale Romanum Glagolitice

«Missale Romanum Glagolitice»(лат.)=Глаголичний римський міссал або «Міссал за законом Римського двору» (хорв. Misal po zakonu rimskoga dvora) — міссал, опублікований 22 лютого 1483 року (через 28 років після видання Біблії Гутенберга). Перша хорватська друкована книга і перший європейський друкований міссал, де було використано не латинський лист, а глаголиця.

## Характеристика видання
Міссал написаний «кутовою» хорватською глаголицею на хорватському підвиді церковнослов'янської мови і призначався для здійснення богослужінь на глаголичному обряді. Він містить 220 аркушів формату 27 × 18 сантиметрів (останній лист не зберігся, але ймовірно, на ньому не було тексту). При друку використовувалися чорний і червоний кольори, літери і гравюри були розфарбовані від руки. Палеографічний і лінгвістичний аналіз тексту показує, що книга була складена і видана хорватами з Істрії.
Дата публікації — 22 листопада 1483 року — вказана на колофоні, проте місце видання невідомо. Спочатку передбачалося, що міссал був надрукований в Венеції, однак сучасні дослідники схиляються до версії, що його видали на території Хорватії.
До наших днів дійшло одинадцять неповних копій і шість фрагментів книги, п'ять з яких зберігаються в Загребі: по дві одиниці в Національній і університетській бібліотеці і Хорватської академії наук і мистецтв і одна копія в монастирі францисканців. Ще одна копія знаходиться в монастирі домініканців на острові Брач. Решта п'ять примірників знаходяться в Бібліотеці Конгресу (Вашингтон), Російській національній бібліотеці (Санкт-Петербург), Австрійської національної бібліотеки (Відень) і Ватиканській апостольській бібліотеці (два примірники).
У 1971 році міссал був перевиданий. При цьому були використані копії, що зберігаються в Національній та університетській бібліотеці Загреба і Ватиканській апостольській бібліотеці.